# Woman space detective Alice
Woman space detective Alice (バーニングアクション　スーパーヒロイン列伝　女宇宙刑事アリス) es una película japonesa, del 28 de mayo de 2010, producida por Zen Pictures. Es una película del género tokusatsu, de acción y aventuras, con artes marciales, dirigido por Motoharu Takauji.
La vestimenta de Alice, recuerda a la heroína Annie, de la famosa serie de TV japonesa "Uchuu Keiji Shaider" (Space Sheriff Shaider) de los 80.
El idioma es en japonés, pero también está disponible con subtítulos en inglés, en DVD o descargable por internet.

## Argumento
Debido a los frecuentes crímenes espaciales que suceden cerca de la Tierra, la organización de detectives espaciales se dan por vencidos y deciden omitir la investigación de tales crímenes.
Una chica llamada Alice, decide ella sola, tratar de salvar la Tierra de la fuerte organización criminal que hay en ella. Alice no quiere que ocurra la misma tragedia galáctica que ocurrió en el lugar del que procede. La organización criminal está liderada por Akuu, quien destruyó la estrella del sistema solar del que procedía Alice. Akuu tratará de evitar que Alice interfiera en sus planes y enviará a luchar contra ella al comandante Helga y a un monstruo llamado "Camula".
En la Tierra, Alice se encontrará con una chica que procede de su mismo sistema solar llamada Sara, y que le ayudará a luchar contra la organización de Akuu.